# Museu Cargaleiro

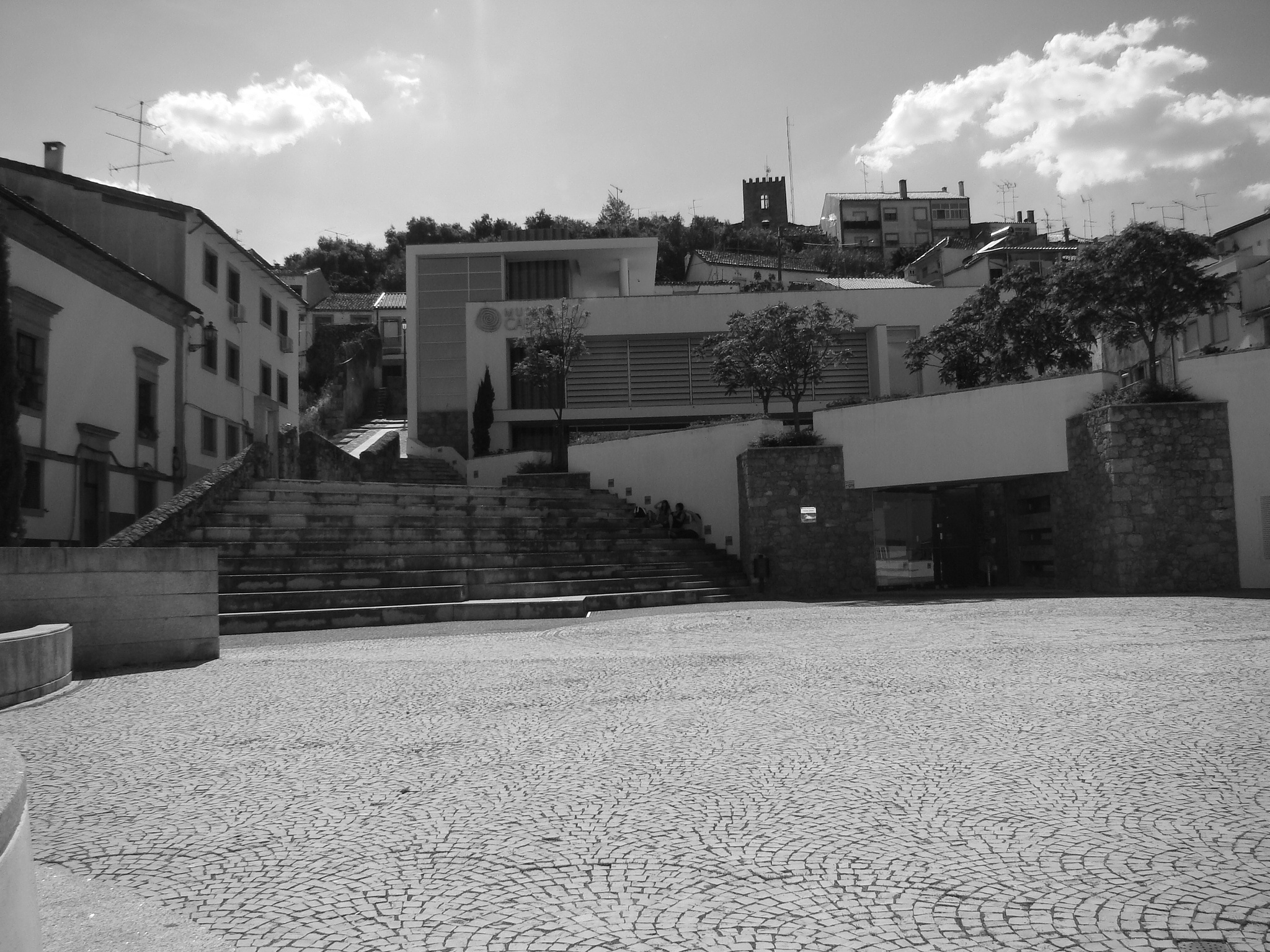
Exterior do Museu Cargaleiro na zona histórica de Castelo Branco.

O Museu Cargaleiro é um museu localizado zona histórica da cidade de Castelo Branco, que resulta do protocolo realizado entre a Fundação Manuel Cargaleiro e a Câmara Municipal de Castelo Branco. É dedicado ao artista Manuel Cargaleiro.

## História
O Museu Cargaleiro abriu ao público no dia 9 de setembro de 2005 ocupando o edifício do Solar dos Cavaleiros, com a exposição Cargaleiro - 60 anos a celebrar a cor, em que se verificou a edição do catálogo com o mesmo nome editado pela Fundação Manuel Cargaleiro. No dia 10 de junho de 2011, inserido no âmbito das Comemorações do Dia de Portugal, de Camões e das Comunidades Portuguesas, foi inaugurado pelo digníssimo Presidente da República, Professor Aníbal Cavaco Silva, o novo edifício contemporâneo, ampliando o conhecimento do espólio, com a exposição intitulada Cargaleiro - Vida e Obra, que se complementa com os núcleos expositivos de Cerâmica Ratinha e Cerâmica Contemporânea.

## Instalações
O espaço é constituído por dois edifícios contíguos – o edifício histórico designado por "Solar dos Cavaleiros", um palacete construído no século XVIII e um edifício contemporâneo do século XXI, construído no local da antiga Judiaria. A sua localização é privilegiada uma vez que se encontra no coração do Centro Histórico de Castelo Branco, nas imediações da Praça Camões, também designada Praça Velha. Para além das diversas salas expositivas nos edifícios, encontram-se outras áreas específicas associadas às atividades do museu, como a Biblioteca e a sala do Serviço Educativo, bem como a Loja e um pequeno anfiteatro ao ar livre, com condições para acolher as mais diversas atividades e espetáculos.

## Missão do Museu
O Museu Cargaleiro tem como missão: estudar, inventariar, conservar, interpretar, expor e divulgar a Coleção da Fundação Manuel Cargaleiro. Este importante acervo museológico possui características únicas que conferem ao museu uma importante ação de interpretação de diferentes realidades artísticas e históricas através de uma programação que se pretende diversificada através de exposições temporárias e complementada com a oferta dos serviços do Museu, nomeadamente da Biblioteca e do Serviço Educativo.
Considerando o estabelecimento do Museu Cargaleiro, em Castelo Branco, é objetivo principal dar a conhecer à comunidade local e aos visitantes, a riqueza das obras da Coleção da Fundação Manuel Cargaleiro. Objetivo que se cumpre com as exposições, como também com outros eventos que permitem a transmissão, o acesso e a partilha de grandes obras e de grandes artistas, com reconhecimento ao nível nacional e internacional, com destaque para as obras do artista Manuel Cargaleiro.
Existem também outros objetivos que possuem carácter relevante, porquanto são elementos orientadores no funcionamento da instituição, designadamente:
- promover o espaço museológico, o acervo artístico da Coleção de Arte e a cidade de Castelo Branco;
- realizar uma programação que permita uma melhor e organizada fruição do espaço, e criar condições de acessibilidade para todos os públicos;
- criar dinâmicas para o estabelecimento do contacto entre o museu e o público com caráter pedagógico, nomeadamente através do Serviço Educativo;
- estimular o conhecimento e a leitura ao nível da Arte e da História e de outras áreas associadas, através dos núcleos expositivos e da Biblioteca;
- proporcionar o estudo da Coleção da Fundação Manuel Cargaleiro por parte de investigadores externos à instituição;
- desenvolver exposições temporárias da Coleção da Fundação Manuel Cargaleiro;
- criar parcerias com diferentes entidades no sentido do desenvolvimento das atividades do Museu, nas suas diversas áreas de atuação.